# Пивоварна Червен рак
„Червен рак“ е бивша пивоварна фабрика, със седалище град Плевен, основана през 1909 г. и прекратила самостоятелното си съществуване през 1926 г.

## История на пивоварната
Пивоварната фабрика „Червен рак“ е основана от евреина Мориц Рат през 1909 г. Мориц Рат се установява в България в края на ХІХ век. Развива търговска дейност и в София, където открива бирария със същото име, на мястото на фонтана пред днешното президентство, а впоследствие наема и градското казино. Пивоварната фабрика в Плевен е построена на т.нар. Бейски баир. В двора на фабриката е открит ресторант, където в празнични и почивни дни свири оркестър.
Условията за работа в пивоварната са тежки и през август 1920 г. във фабриката избухва стачка, в резултат на което са извоювани минимални надници от 50 лв.
През 1926 г. фабриката е продадена на „Плевенска пивоварна фабрика“АД – гр. Плевен, което е съставено и с чешки капитали.
Спадът в производството на бира в България, особено след 1925 г., дължащ се на тежката акцизна политика на българското правителство, за сметка на поощряване на винарската индустрия, принуждава собствениците на пивоварни фабрики в България да образуват на 3 април 1927 г. пивоварен картел, в който влизат всички съществуващи към момента 18 фабрики, вкл. и тази в Плевен. По решение на картела се затварят 12 пивоварни фабрики, сред които и Плевенската пивоварна. Затворените фабрики спират производство и част от тях продължават да функционират само като депозитни складове за продажба на пиво на останалите 6 действащи пивоварни. Съгласно решението на картела от 1927 г. плевенската пивоварна фабрика преустановява производството на бира. Плевенската, варненската и ломската пивоварни започват да пласират шуменско пиво.  Създаването на картела не успява да преодолее спада и различията и през 1931 г. пивоварния картел престава да съществува.
След 1944 г. сградите на бившата пивоварна се използват като оцетна фабрика (1950 – 1990).